# Vitbandad fruktduva
Vitbandad fruktduva (Ptilinopus rivoli) är en fågel i familjen duvor inom ordningen duvfåglar. Den förekommer i skogsområden från ögruppen Moluckerna i östra Indonesien samt på Nya Guinea med kringliggande öar. Beståndet anses vara livskraftigt.

## Utseende och läte
Hane vitbandad fruktduva är en omisskännlig duva, mestadels grön med tydligt vitt eller gulaktigt bröstband, en rödbrun fläck på buken och rött i pannan. Honan är mer enfärgat grön med ett gult streck mellan öga och näbb. Båda könen har en ljusgul näbb. Ungfågeln är än grönare, med gula fjäderkanter på vingar och undersida. Lätet är ett djupt "hooO" som avges enstaka eller i en snabbt accelererande serie som faller av på slutet.

## Utbredning och systematik
Vitbandad fruktduva förekommer från Moluckerna i Indonesien österut via Nya Guinea till Bismarckarkipelagen och Louisiaderna. Den delas in i fem underarter med följande utbredning:
- Ptilinopus rivoli prasinorrhous – förekommer i Moluckerna, Aruöarna, Västpapuanska öarna samt på öar i Geelvink Bay
- Ptilinopus rivoli bellus – förekommer i bergen på Nya Guinea, Karkar och Goodenough
- Ptilinopus rivoli miquelii – förekommer på Yapen och Meos Num (norra Nya Guinea)
- Ptilinopus rivoli rivoli – förekommer i Bismarckarkipelagen
- Ptilinopus rivoli strophium – förekommer på Egum Atoll (Trobriandöarna) och Louisiaderna

## Levnadssätt
Vitbandad fruktduva hittas i skogsområden i lågland och lägre bergstrakter. Den ses enstaka eller i par.

## Status
Arten har ett stort utbredningsområde och beståndet anses stabilt. Internationella naturvårdsunionen IUCN listar den därför som livskraftig (LC).

## Namn
Fågelns vetenskapliga artnamn hedrar François Victor Masséna (1799-1863), tredje furste av Essling och andre hertig av Rivoli, fransk ornitolog och samlare av specimen.

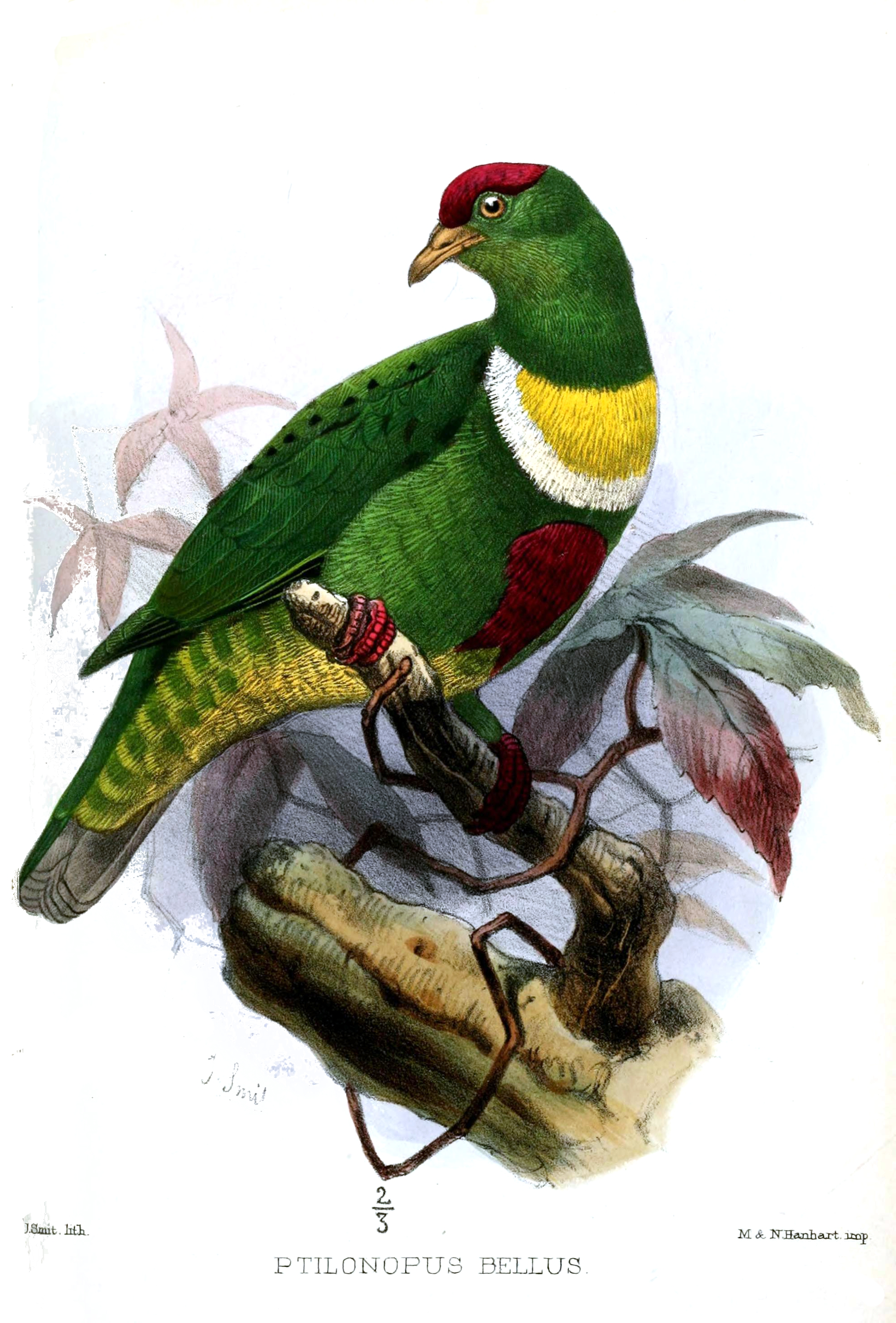